# Alla periferia dell'impero
Alla periferia dell'impero è un album di Mino Di Martino, pubblicato dalla Polydor nel 1984.

## Tracce
1. Domani
2. Giallo tropicale
3. Alla periferia dell'impero
4. Garçonniere
5. Basta con la musica giovane
6. Io sono l'Europa
7. 1984
8. Commissario fammi volare

## Formazione
- Mino Di Martino – voce, tastiera
- Andrea Santaniello – chitarra
- Carmine Iorio – tastiera
- Stefano Cerri – basso
- Alberto Radius – chitarra
- Filippo Destrieri – tastiera
- Paolo Donnarumma – basso
- Alfredo Golino – batteria
- Franco Graniero – tastiera
- Lino Capra Vaccina – timpani, marimba
- Claudio Pascoli – sax